# 44 Pułk Piechoty (LWP)
44 pułk piechoty (44 pp) – oddział piechoty ludowego Wojska Polskiego.
Pułk został sformowany w 1945, w garnizonie Tarnowskie Góry, w składzie 13 Dywizji Piechoty. W 1946 jednostka została rozformowana.

## Skład etatowy
dowództwo i sztab
- 3 bataliony piechoty
- kompanie: dwie fizylierów, przeciwpancerna, rusznic ppanc, łączności, sanitarna, transportowa
- baterie: działek 45 mm, dział 76 mm, moździerzy 120 mm
- plutony: zwiadu konnego, zwiadu pieszego, saperów, obrony pchem, żandarmerii

Etatowo stan pułku wynosił:
żołnierzy 2915 (w tym oficerów – 276, podoficerów 872, szeregowców - 1765).
Sprzęt:
162 rkm, 54 ckm, 66 rusznic ppanc, 12 armat ppanc 45 mm, 4 armaty 76 mm, 18 moździerzy 50 mm, 27 moździerzy 82 mm, 8 moździerzy 120 mm

## Żołnierze pułku
Dowódcy pułku
- płk Grankowski[1]

Oficerowie pułku
- Zbigniew Czerwiński